# Juan Luque Mamani
Juan Luque Mamani (Azángaro, 1 de enero de 1959) es un doctor en administración, contador público y político peruano. Fue Presidente regional de Puno entre 2015 y 2018.

## Biografía
Nació en Azángaro, Perú, el 1 de enero de 1959, hijo de José Santos Luque y Petrona Mamani Larico. Cursó sus estudios primarios en la Escuela de Varones 866 y los secundarios en el INA 21 ambos en su ciudad natal. Posteriormente, entre 1976 y 1983 cursó estudios superiores de contabilidad en la Universidad Nacional del Altiplano de la ciudad de Puno. Entre 2003 y 2004 realizó el doctorado en administración en la Universidad Nacional Federico Villarreal de la ciudad de Lima. En 1984, a la edad de 25 años gana una plaza como docente de la carrera profesional de contabilidad del Instituto Superior Tecnológico Manuel Núñez Butrón de Juliaca. Entre 1993 y 1999 fue elegido Decano de la Faculta de Ciencias Contables y Administrativas de la Universidad Andina Néstor Cáceres Velásquez. En junio de 2002 es elegido vicerrector administrativo de esa  universidad y en el 2003 es elegido rector, cargo que ocupó hasta el año 2013.

## Carrera política

### Candidato a la Alcaldía Provincial de San Román
Su primera participación política se dio en las elecciones municipales del 2006 cuando postuló a la alcaldía de la provincia de San Román sin éxito. 

### Candidato a la Presidencia del Gobierno Regional de Puno
Participó en las elecciones regionales del 2010 como candidato a la presidencia del Gobierno Regional de Puno perdiendo en segunda vuelta con el candidato Mauricio Rodríguez Rodríguez. 

### Presidente del Gobierno Regional de Puno
En 2014 postula nuevamente a ese cargo en las elecciones regionales con el partido político Proyecto de la Integración para la Cooperación resultando elegido en segunda vuelta junto con el candidato Walter Aduviri Calisaya.

## Controversias
Afronta un proceso penal por supuesto enriquecimiento indebido cometido durante su gestión como rector de la Universidad Andina Néstor Cáceres Velásquez.